# Coaling
Coaling és una població dels Estats Units a l'estat d'Alabama. Segons el cens del 2000 tenia 1.115 habitants.

## Demografia
Segons el cens del 2000, Coaling tenia 1.15 habitants, 49 habitatges, i 33 famílies. La densitat de població era de 117,3 habitants/km².
Dels 49 habitatges en un 38,5% hi vivien nens de menys de 18 anys, en un 64,3% hi vivien parelles casades, en un 10,5% dones solteres, i en un 21,7% no eren unitats familiars. En el 18,9% dels habitatges hi vivien persones soles el 6,8% de les quals corresponia a persones de 65 anys o més que vivien soles. El nombre mitjà de persones vivint en cada habitatge era de 2,6 i el nombre mitjà de persones que vivien en cada família era de 2,97.
Per edats la població es repartia de la següent manera: un 25,4% tenia menys de 18 anys, un 8,6% entre 18 i 24, un 35,7% entre 25 i 44, un 20,1% de 45 a 60 i un 10,2% 65 anys o més.
L'edat mediana era de 35 anys. Per cada 100 dones hi havia 95,3 homes. Per cada 100 dones de 18 o més anys hi havia 88,7 homes.
La renda mediana per habitatge era de 45.662 $ i la renda mediana per família de 55.125 $. Els homes tenien una renda mediana de 31.371 $ mentre que les dones 21.394 $. La renda per capita de la població era de 18.664 $. Cap de les famílies i l'1,4% de la població estaven per davall del llindar de pobresa.

## Poblacions més properes
El següent diagrama mostra les poblacions més properes.